# Aaron Simpson
Aaron Simpson (Gunnison, 20 de julho de 1974) é um lutador norte-americano de MMA. Que disputa pela categoria de Peso Médio. Atualmente compete pelo UFC.
Estreou no UFC em 2009, com uma vitória sobre Tim McKenzie. Sofreu apenas três derrotas, para os também americanos Chris Leben e Mark Muñoz, e para o brasileiro Ronny Markes. Seu cartel atual é 12-3.
Decidiu sair do UFC após perder um combate.
Já esteve hospitalizado.

## Cartel no MMA
| Cartel no MMA   |             |            |
| 17 lutas        | 12 vitórias | 5 derrotas |
| Por nocaute     | 6           | 3          |
| Por finalização | 1           | 0          |
| Por decisão     | 5           | 2          |

| Res.    | Cartel | Oponente        | Método                             | Evento                                                   | Data                    | Round | Tempo | Local                            | Notas                      |
| ------- | ------ | --------------- | ---------------------------------- | -------------------------------------------------------- | ----------------------- | ----- | ----- | -------------------------------- | -------------------------- |
| Derrota | 12-5   | Josh Burkman    | Nocaute Técnico (joelhada e socos) | WSOF 2: Arlovski vs. Johnson                             | 23 de março de 2013     | 1     | 3:04  | Atlantic City, New Jersey        |                            |
| Derrota | 12-4   | Mike Pierce     | Nocaute (socos)                    | UFC on FX: Browne vs. Pezão                              | 5 de outubro de 2012    | 2     | 0:29  | Minneapolis, Minnesota           |                            |
| Vitória | 12-3   | Kenny Robertson | Decisão (unânime)                  | UFC on Fuel TV: Muñoz vs. Weidman                        | 11 de julho de 2012     | 3     | 5:00  | San Jose, California             | Estréia no Peso Meio-Médio |
| Derrota | 11-3   | Ronny Markes    | TKO(Perda de Mémoria)              | UFC on Fuel TV: Sanchez vs. Ellenberger                  | 15 de fevereiro de 2012 | 3     | 5:00  | Omaha, Nebraska                  |                            |
| Vitória | 11-2   | Eric Schafer    | Decisão (unânime)                  | UFC 136                                                  | 8 de outubro de 2011    | 3     | 5:00  | Houston, Texas                   |                            |
| Vitória | 10-2   | Brad Tavares    | Decisão (unânime)                  | UFC 132                                                  | 2 de julho de 2011      | 3     | 5:00  | Las Vegas, Nevada                |                            |
| Vitória | 9-2    | Mario Miranda   | Decisão (unânime)                  | UFC Fight Night: Nogueira vs. Davis                      | 26 de março de 2011     | 3     | 5:00  | Seattle, Washington              |                            |
| Derrota | 8-2    | Mark Muñoz      | Decisão (unânime)                  | UFC 123                                                  | 20 de novembro de 2010  | 3     | 5:00  | Auburn Hills, Michigan           |                            |
| Derrota | 8-1    | Chris Leben     | Nocaute Técnico (socos)            | The Ultimate Fighter: Team Liddell vs. Team Ortiz Finale | 19 de junho de 2010     | 2     | 4:17  | Las Vegas, Nevada                |                            |
| Vitória | 8–0    | Tom Lawlor      | Decisão (dividida)                 | UFC Fight Night: Maynard vs. Diaz                        | 11 de janeiro de 2010   | 3     | 5:00  | Fairfax, Virginia                | Luta da Noite              |
| Vitória | 7–0    | Ed Herman       | Nocaute Técnico (lesão no joelho)  | UFC 102                                                  | 29 de agosto de 2009    | 2     | 0:17  | Portland, Oregon                 |                            |
| Vitória | 6–0    | Tim McKenzie    | Nocaute Técnico (socos)            | UFC Fight Night: Condit vs. Kampmann                     | 1 de abril de 2009      | 1     | 1:40  | Nashville, Tennessee             | Nocaute da Noite           |
| Vitória | 5–0    | David Avellan   | Nocaute (soco)                     | WEC 36                                                   | 5 de novembro de 2008   | 1     | 0:18  | Hollywood, Florida               |                            |
| Vitória | 4–0    | Travis Degraw   | Nocaute Técnico (socos)            | Full Moon Fighting 2                                     | 31 de maio de 2008      | 3     | 3:22  | Puerto Peñasco                   |                            |
| Vitória | 3–0    | Scott Dingman   | Nocaute Técnico (socos)            | Tuff-N-Uff: Thompson vs. Troyer                          | 8 de fevereiro de 2008  | 1     | 2:40  | Las Vegas, Nevada, United States |                            |
| Vitória | 2–0    | Tim Coulson     | Nocaute Técnico (socos)            | Proving Grounds 2                                        | 5 de outubro de 2007    | 1     | 3:44  | Cayman Islands                   |                            |
| Vitória | 1–0    | Billy Onlewski  | Finalização (mata-leão)            | Arizona Cage Combat                                      | 16 de abril de 2000     | 1     | 4:02  | Payson, Arizona                  |                            |